# Kaibyō nazo no shamisen
Kaibyō nazo no shamisen (怪猫謎の三味線?) è un film del 1938 diretto da Kiyohiko Ushihara.
Si tratta di un J-Horror che attinge alla tradizione Kaibyō, ovvero delle storie di gatti fantasma. 
Internazionalmente è noto anche con il titolo The Ghost Cat and the Mysterious Shamisen.

## Trama
La famosa attrice del teatro Kabuki, Mitsue Bando, è promessa sposa al suonatore di shamisen Seijiro, che lavora nella sua stessa compagnia. L'uomo attira le attenzioni di molte donne e, tra queste, Okiyo, la bella figlia di un samurai, sembra essere anche ricambiata.
A legare i due è anche la simpatia che il gatto di Seijiro sembra mostrare per Okiyo. Così, per gelosia, Mitsue uccide il gatto, per poi deridere Seijiro che appare addolorato dalla perdita.
Il rigido padre di lei le fa capire che non sarà mai accettato un fidanzato così umile, mentre Mitsue ricorda a Seijiro la loro promessa di matrimonio. Okiyo e Seijiro, sempre più attratti, si incontrano quindi per dirsi reciprocamente addio ma lui vuole quanto meno lasciarle qualcosa di sé e le dona il suo personale shamisen.
Okiyo si chiude in se stessa e comincia a imparare a suonare lo strumento. Mitsue, ascoltato l'inconfondibile suono dello stesso, non sopporta l'idea che la sua rivale, sia pure ritirata, possegga la cosa più preziosa del suo fidanzato. Per cui la affronta e pretende la restituzione dello shamisen. Okiyo si oppone e ne nasce una colluttazione. Accidentalmente Okiyo cade nel fiume e muore annegata portando con sé lo strumento della discordia.
Lo shamisen viene poi ritrovato ma, ogni volta che chi lo possiede ne parla male, si materializza lo spaventoso fantasma di un gatto e così, di mano in mano, fatalmente lo strumento giunge in possesso di Onui, la sorella di Okiyo.
Intanto Mitsue è entrata nelle grazie del signore del posto che, invitatala a corte, si è ubriacato con lei dando scandalo. Il vecchio samurai, padre di Okiyo, osa quindi affrontare il suo signore perché si ponga fine allo scempio. Per tutta risposta il signore lo fa uccidere.
Si compie così quanto ad Onui è stato riferito dal fantasma della sorella, apparsagli dopo aver preso lo shamisen, e cioè che il padre avrebbe fatto la sua stessa fine per colpa della stessa persona.
Decisa a vendicarsi, Onui coinvolge un motivato Seijiro ad attuare un piano che abbia luogo proprio durante una rappresentazione teatrale. Nel trambusto creato dalla camuffata Onui, Mitsue vede apparire il fantasma del gatto e finisce per morire accidentalmente a seguito dello spavento, dando compimento alla vendetta.
In fine il fantasma di Okiyo osserva la sorella Onui e il suo Seijiro passeggiare felici mano nella mano, potendosi ritenere appagato.

## Distribuzione
Il film fu a lungo ritenuto perduto, come la stragrande maggioranza della produzione cinematografica giapponese di quegli anni. Nel 2011 ne è stata presentata una versione restaurata allo Zipangu Fest di Londra. La fragile pellicola ritrovata, è stata digitalizzata e sottotitolata grazie alla collaborazione tra la Japan Visualmedia Translation Academy e il Tokyo's National Film Center..